# Dai Li
 (janvier 2020).
Si vous disposez d'ouvrages ou d'articles de référence ou si vous connaissez des sites web de qualité traitant du thème abordé ici, merci de compléter l'article en donnant les références utiles à sa vérifiabilité et en les liant à la section « Notes et références ».
Dans ce nom chinois, le nom de famille, Dai, précède le nom personnel.
Dai Li ou Tai Li (戴笠, 28 mai 1897-1946) est un général chinois, né dans la province du Zhejiang, Chine. Il étudia à l'Académie de Huangpu, dont Tchang Kaï-chek était le président, fut nommé général plus tard et il devint ensuite le chef de la police secrète de Tchang.

## Biographie
Dai Li naquit à Bao'an dans le comté de Jiangshan, province du Zhejiang. Son père mourut lorsqu'il avait quatre ans et sa mère fut seule à l'élever. À six ans il fut inscrit dans une école privée: l'école primaire Linsen, pour étudier les classiques chinois et fut diplômé plus tard au lycée du comté de Wenxi. Au lieu de s'inscrire à l'université, Dai s'engagea dans le bataillon d'étudiants de la première division de la province du Zhejiang, durant la période troublée de la chute de la dynastie Qing. Peu de temps après il fut engagé dans l'Académie de Huangpu. Le président de l'académie était Tchang Kaï-chek, qui demanda plus tard à Dai de se joindre à ses efforts d'unification de la Chine et de lutte contre les communistes.
Sur ordre de Tchang Kaï-chek, il créa en 1932 le bureau d'enquête et de statistiques de Chine (Zhongyong diaotongjiju), qui n'était autre que le bureau de la police secrète du Kuomintang. Dai était aussi le chef de la société des Chemises bleues, une organisation fasciste qui faisait le service d'ordre et l'espionnage au profit de Tchang. Ses agents pénétrèrent les organisations communistes chinoises ainsi que les organisations japonaises du Manzhouguo. 
Dai travailla avec les États-Unis durant la Seconde Guerre mondiale et apprit de nouvelles méthodes d'espionnage ce qui permit à ses forces de guérilla de croître jusqu'à soixante-dix mille hommes. En échange il fournit des cartes du sud de la Chine, des informations sur les manœuvres japonaises et des cachettes sûres pour les pilotes alliés. Après la signature du traité de l'organisation sino-américaine (Sino-American Corporation Organisation, SACO) en 1942, Dai devint le chef des activités d'espionnage de la SACO en avril.
Il meurt dans un accident d'avion le 17 mars 1946. L'accident d'avion a vraisemblablement été organisé par des rivaux de Dai au sein du Guomindang et non par Kang Sheng, chef des services spéciaux du Parti communiste chinois comme on a pu le rapporter dans certains milieux.